# Tragische Plejade
Die Pleias (Πλειάς) oder tragische Plejade ist eine Liste von griechischen Tragikern der Antike (sieben Dichter entsprechend den sieben hellsten Sternen des Plejaden-Sternhaufens). Die Liste wurde von zwei Direktoren der Bibliothek von Alexandria, Aristophanes von Byzanz und Aristarchos von Samothrake, im 3. Jahrhundert v. Chr. zusammengestellt. Die Absicht bestand darin, eine Gruppe von Tragödiendichtern, die durch ihre sprachliche Qualität herausstachen, in den Vordergrund zu stellen.
Die sieben Autoren sind
- Alexandros Aitolos
- Homeros aus Byzantion
- Lykophron aus Chalkis
- Philikos aus Kerkyra
- Sosiphanes
- Sositheos
- Dionysiades aus Tarsos oder Aiantides